# Mirosław Trzeciak
Mirosław Wojciech Trzeciak (Koszalin, 11 april 1968) is een voormalig betaald voetballer uit Polen, die ook de Spaanse nationaliteit bezit. Hij werd in 1998 uitgeroepen tot Pools voetballer van het jaar.

## Clubcarrière
Trzeciak speelde het grootste deel van zijn carrière voor Lech Poznań. Daarnaast speelde hij in het buitenland, onder meer in Zwitserland en Spanje.

## Interlandcarrière
Trzeciak speelde 22 interlands voor de Poolse nationale ploeg, waarin hij acht keer scoorde. Hij debuteerde op 21 augustus 1991 tegen Zweden (2-0). Hij nam als debutant in de slotfase van het oefenduel het tweede doelpunt voor zijn rekening nadat een andere debutant, Wojciech Kowalczyk, de score had geopend in de 58ste minuut.
| Interlanddoelpunten | Interlanddoelpunten | Interlanddoelpunten | Interlanddoelpunten | Interlanddoelpunten | Interlanddoelpunten | Interlanddoelpunten | Interlanddoelpunten |
| #                   | Datum               | Locatie             | Wedstrijd           | Goal(s)             | Score               | Uitslag             | Wedstrijd           |
| ------------------- | ------------------- | ------------------- | ------------------- | ------------------- | ------------------- | ------------------- | ------------------- |
| 1                   | 21/08/1991          | Gdynia              | Polen – Zweden      | 90'                 | 2 – 0               | 2 – 0               | Oefenduel           |
| 2                   | 14/06/1997          | Katowice            | Polen – Georgië     | 35'                 | 2 – 0               | 4 – 1               | WK-kwalificatie     |
| 3                   | 27/05/1998          | Chorzów             | Polen – Rusland     | 4'                  | 1 – 0               | 3 – 1               | Oefenduel           |
| 4                   | 15/07/1998          | Kiev                | Oekraïne – Polen    | 11'                 | 0 – 1               | 1 – 2               | Oefenduel           |
| 5                   | 27/05/1998          | Chorzów             | Polen – Israël      | 24'                 | 1 – 0               | 2 – 0               | Oefenduel           |
| 6                   | 10/10/1998          | Warschau            | Polen – Luxemburg   | 65'                 | 3 – 0               | 3 – 0               | EK-kwalificatie     |
| 7                   | 03/03/1999          | Warschau            | Polen – Armenië     | 4'                  | 1 – 0               | 1 – 0               | Oefenduel           |
| 8                   | 28/04/1999          | Warschau            | Polen – Tsjechië    | 16'                 | 1 – 0               | 2 – 1               | Oefenduel           |

## Erelijst
Lech Poznań
- Pools landskampioen

1990, 1992, 1993
- Pools bekerwinnaar

1988
- Poolse Supercup

1991, 1993
 ŁKS Łódź
- Pools landskampioen

1998
- Pools topscorer

1997 (18 doelpunten)
- Pools voetballer van het jaar

1998